# Relaciones Cuba-Sri Lanka
Las relaciones Cuba-Sri Lanka se refiere a las relaciones bilaterales entre Cuba y Sri Lanka. Cuba y Sri Lanka han mantenido relaciones diplomáticas oficiales desde 1959.

## Historia
El gobierno actual de Cuba y el gobierno de Sri Lanka establecieron vínculos poco después de la ascensión de Fidel Castro al poder en 1959. Los lazos se hicieron oficialmente el 29 de julio de 1959 y Cuba y Sri Lanka celebraron recientemente el jubileo de oro de Esta ocasión después de cincuenta años de relaciones bilaterales. Sri Lanka fue uno de los primeros países en reconocer a Cuba, cuando Che Guevara (entonces Ministro de Industria) visitó Sri Lanka en una delegación Para promover el comercio del azúcar. Los dos países tuvieron una relación no oficial a través del comercio a finales de 1800 a principios de 1900, que luego se hizo oficial en 1959. Esto dio lugar a comunidades mixtas en ambos países. En la actualidad hay muchos estudiantes de medicina de Sri Lanka que estudian en Cuba, así como entrenadores deportivos cubanos contratados para trabajar en Sri Lanka.

## No alineamiento
Tanto Sri Lanka como Cuba eran miembros del movimiento no alineado, que rechazaba una dominación bipolar de los asuntos mundiales. Aunque muchos miembros del Movimiento de No Alineamiento estaban envueltos en conflictos intra-miembros, Las relaciones entre Cuba y Sri Lanka fueron muy cordiales. El primer ministro Junius Richard Jayawardene visitó Cuba en 1979 para promover los objetivos del movimiento, mientras que los respectivos gobiernos firmaron una serie de acuerdos en la década de 1970 para consolidar aún más los lazos ideológicos. Entre ellos figuraban un acuerdo cultural, firmado en 1976 y enmendado muchas veces más tarde, y un acuerdo científico y técnico firmado en 1978 y posteriormente reforzado por protocolos añadidos posteriormente. Cuba también apoyó a Sri Lanka al rechazar la resolución patrocinada por Estados Unidos de 2012.

## Lazos económicos
Cuba y Sri Lanka han cooperado en varios sectores con el objetivo de desarrollo mutuo y progreso económico. Esta cooperación ha sido especialmente destacada en los sectores de gestión de riesgos y biotecnología. Se han desarrollado lazos en el sector de la agricultura y los climas similares de ambos países han permitido a los países trabajar en el desarrollo de cultivos como papaya y coco. Muchos comerciantes de la región habanera de Cuba se han asentado en el norte y noroeste de Sri Lanka a principios del siglo XX y han creado comunidades que ya no parecen ser visibles. Sin embargo, algunas influencias culturales todavía mantienen, como las contribuciones cubanas a Baila, una forma de música de danza popular en la isla de Sri Lanka originada hace siglos entre las comunidades kaffir o afro-cingalesas (comunidades mixtas de cingaleses portugueses, africanos y nativos gente). Pequeñas comunidades de Sri Lanka todavía están presentes en algunas partes de Cuba, así como personas de herencia mixta cubana en las partes más septentrionales de Sri Lanka.